# Грабняк (Житомирський район)
Грабня́к — село в Україні, у Хорошівській селищній територіальній громаді Житомирського району Житомирської області. Чисельність населення становить 189 осіб (2001).

## Населення
Відповідно до результатів перепису населення СРСР, кількість населення станом на 12 січня 1989 року становила 215 осіб. Станом на 5 грудня 2001 року, відповідно до перепису населення України, кількість мешканців села становила 189 осіб, з них 97,88 % зазначили рідною українську мову, а 2,12 % — російську.

## Історія
На 1 жовтня 1941 року — населений пункт Колоніє-Грушківської сільської управи Горошківського району. У довіднику з адмінустрою 1946 року пропущене. Станом на 10 лютого 1952 року значилося як хутір Грушківської сільської ради Володарсько-Волинського району Житомирської області. 11 серпня 1954 року, внаслідок об'єднання сільських рад, підпорядковане Березівській сільській раді Володарсько-Волинського району. 12 серпня 1974 року підпорядковане Грушківській сільській раді Володарсько-Волинського (згодом — Хорошівський) району.
3 серпня 2016 року включене до складу новоутвореної Хорошівської селищної територіальної громади Хорошівського району Житомирської області. Від 19 липня 2020 року, разом з громадою, в складі новоствореного Житомирського району Житомирської області.